# John Fryer (entomólogo)
Sir John Claud Fortescue Fryer KBE FRS FRSE (13 de agosto de 1886 - 22 de noviembre de 1948) fue un entomólogo inglés. Fue presidente de la Royal Entomological Society de 1938 a 1939 y fue miembro de la Royal Society .

## Vida
Nació en The Priory en Chatteris, Cambridgeshire, hijo de Herbert Fortescue Fryer, un granjero y entomólogo aficionado, y su esposa Margaret Katherine Terry. Fue educado en Rugby School y Gonville and Caius College, Cambridge . Al igual que su padre y su tío, el naturalista Alfred Fryer, su principal interés estaba en la historia natural.
Entre 1908 y 1909 pasó un tiempo en las islas Seychelles y Aldabra en una expedición de la Percy Sladen Trust para estudiar la fauna y la fisiografía . En 1914 fue nombrado el primer entomólogo de la Junta de Agricultura y Pesca y en 1920 fue nombrado director del Laboratorio de Patología Vegetal en Harpenden . Se le concedió un OBE en 1929. Se convirtió en secretario del Consejo de Investigación Agrícola en 1944.
Fue nombrado caballero de la Orden del Imperio Británico en 1946 y elegido miembro de la Royal Society en marzo de 1948. La cita de su solicitud decía: "[Fryer] es entomólogo, sus primeras investigaciones sobre la genética del polimorfismo mimético en Papilio polytes son clásicas. Se distingue por su servicio público científico a la Agricultura. Como el primer entomólogo empleado por la Junta de Agricultura, y más tarde como Director del Laboratorio de Fitopatología de la Junta, estableció los servicios de asesoramiento y cuarentena en este país sobre líneas científicas tan sólidas que permitieron que se produjera el gran desarrollo de la agricultura durante la guerra. Durante la guerra, como primer secretario del Consejo de Mejoramiento Agrícola, prestó un importante servicio a la agricultura científica, y ahora, como secretario del Consejo de Investigación Agrícola, está desempeñando un papel importante en el desarrollo de la posguerra en este campo".
En marzo de 1948 también fue elegido miembro de la Sociedad Real de Edimburgo . Sus proponentes fueron Sir William Wright Smith, Alan William Greenwood, James Ritchie y John Russell Greig .
Murió repentinamente de neumonía en Londres en noviembre de 1948.

## Familia
Se casó con Constance Joan Denny-Cooke en 1919. Tuvieron una hija Margret Katherine Fryer en 1920 y un hijo John Denny Fryer en 1922.